# 俵口镇
俵口镇，是中华人民共和国天津市宁河区下辖的一个乡镇级行政单位。

## 行政区划
俵口镇下辖以下地区：
独立村、船沽村、李庄子村、中兴沽村、小北涧沽村、大北涧沽村、官庄子村、辛庄子村、马鞍子村、立新村和爱华村。